# Wacław Pawłowski
Wacław Pawłowski (ur. 19 czerwca 1908 we Wierzbówce, zm. 2 czerwca 1937 pomiędzy Gdańskiem a Gdynią) – polski aktor teatralny i filmowy.

## Życiorys
Ukończył szkołę dramatyczną w Warszawie. W latach 1929–1931 występował w Teatrze im. Juliusza Słowackiego w Krakowie. Następnie grał na scenach warszawskich: w Teatrze Polskim oraz Teatrze Małym (1931-1934), a następnie w innych teatrach Towarzystwa Krzewienia Kultury Teatralnej.

Utonął w Bałtyku podczas wypadku żaglówki pomiędzy Gdańskiem a Gdynią. W nekrologu opublikowanym na łamach "Sceny Polskiej" określono go jako aktora "wybitnie uzdolnionego, jednego z najwięcej obiecujących przedstawicieli młodego pokolenia".

## Filmografia
- Księżna Łowicka (1932) - porucznik Szkaradowski
- Zamarłe echo (1934) - Stefan Reliński
- Trędowata (1936) - Edmund Prątnicki
- Pan Twardowski (1936) - mieszczanin w winiarni